# Sjeng Schalken
Sjeng Schalken (Weert, 8 settembre 1976) è un ex tennista olandese.

## Carriera
Nel 1994 dopo aver vinto il titolo junior agli US Open passa tra i professionisti e l'anno dopo vince il suo primo titolo, a Valencia.
Grazie a questa vittoria e a quella di Giacarta nel 1996 è stato per due anni consecutivi il tennista più giovane a vincere un torneo atp.
Dalla sua prima vittoria nel 1995 al 2003 riesce a vincere almeno un titolo per otto anni su nove con la sola eccezione del 1998.
Nel 2002 ottiene i suoi migliori risultati nei tornei del Grande Slam, al Torneo di Wimbledon arriva ai quarti di finale dove incontra la testa di serie numero uno Lleyton Hewitt che fino a quel punto non aveva perso neanche un set.
Il numero uno al mondo si porta subito in vantaggio di due set ma al tie-break Schalken riesce a portarsi sul 2 a 1. Nel quarto set vince facilmente 6-1 riuscendo a portarsi sul due set pari ma nel quinto Hewitt riesce a vincere 7-5 e a conquistare le semifinali e successivamente il titolo.
Durante tutto il torneo Schalken rimane l'unico ad essere riuscito a vincere almeno un set contro l'australiano.
Agli US Open dello stesso anno arriva fino alla semifinale dove si trova di fronte Pete Sampras, l'americano riesce a vincere i primi due set al tie-break e conclude con un 6-2 al terzo set conquistando la finale.
Il 30 marzo 2007, dopo oltre un anno di inattività, ha annunciato il ritiro all'attività agonistica a causa di un infortunio al tendine d'Achille.

## Statistiche

### Singolare

#### Vittorie (9)
| Legenda                                                     |
| Grande Slam (0)                                             |
| Tennis Masters Cup (0)                                      |
| ATP Super 9 / Masters Series (0)                            |
| ATP Championship Series / ATP International Series Gold (1) |
| ATP World Series / ATP International Series (8)             |

| Titoli per superficie |
| Cemento (6)           |
| Terra rossa (1)       |
| Erba (2)              |
| Sintetico (0)         |

| Numero | Data             | Torneo                                       | Superficie  | Avversario in finale | Punteggio               |
| 1.     | 2 ottobre 1995   | Open de Tenis Comunidad Valenciana, Valencia | Terra rossa | Gilbert Schaller     | 6–4, 6–2                |
| 2.     | 8 gennaio 1996   | ATP Jakarta, Giacarta                        | Cemento     | Younes El Aynaoui    | 6–3, 6–2                |
| 3.     | 18 agosto 1997   | U.S. Pro Tennis Championships, Boston        | Cemento     | Marcelo Ríos         | 7–5, 6–3                |
| 4.     | 11 gennaio 1999  | Heineken Open, Auckland                      | Cemento     | Tommy Haas           | 6–4, 6–4                |
| 5.     | 9 ottobre 2000   | Japan Open Tennis Championships, Tokyo       | Cemento     | Nicolás Lapentti     | 6–4, 3–6, 6–1           |
| 6.     | 22 ottobre 2001  | Stockholm Open, Stoccolma                    | Cemento     | Jarkko Nieminen      | 3–6, 6–3, 6–3, 4–6, 6–3 |
| 7.     | 17 giugno 2002   | Ordina Open, 's-Hertogenbosch (1)            | Erba        | Arnaud Clément       | 3–6, 6–3, 6–2           |
| 8.     | 16 giugno 2003   | Ordina Open, 's-Hertogenbosch (2)            | Erba        | Arnaud Clément       | 6–3, 6–4                |
| 9.     | 8 settembre 2003 | Brasil Open, Bahia                           | Cemento     | Rainer Schüttler     | 6–2, 6–4                |

#### Finali perse (3)
| Legenda                                                     |
| Grande Slam (0)                                             |
| Tennis Masters Cup (0)                                      |
| ATP Super 9 / Masters Series (0)                            |
| ATP Championship Series / ATP International Series Gold (0) |
| ATP World Series / ATP International Series (3)             |

| Numero | Data            | Torneo                                | Superficie     | Avversario in finale | Punteggio     |
| 1.     | 22 ottobre 2000 | Shanghai Open, Shanghai               | Cemento indoor | Magnus Norman        | 4–6, 6–4, 3–6 |
| 2.     | 19 agosto 2001  | Legg Mason Tennis Classic, Washington | Cemento        | Andy Roddick         | 2–6, 3–6      |
| 2.     | 6 ottobre 2002  | Kremlin Cup, Mosca                    | Cemento indoor | Paul-Henri Mathieu   | 6–4, 2–6, 0–6 |

### Doppio

#### Vittorie (6)
| Legenda                                                     |
| Grande Slam (0)                                             |
| Tennis Masters Cup (0)                                      |
| ATP Super 9 / Masters Series (0)                            |
| ATP Championship Series / ATP International Series Gold (0) |
| ATP World Series / ATP International Series (6)             |

| Titoli per superficie |
| Cemento (1)           |
| Terra rossa (3)       |
| Erba (1)              |
| Sintetico (1)         |

| Numero | Anno | Torneo                          | Superficie    | Compagno      | Avversari in finale          | Punteggio      |
| 1.     | 1995 | Dutch Open, Amsterdam           | Terra battuta | Marcelo Ríos  | Wayne Arthurs Neil Broad     | 7–6, 6–2       |
| 2.     | 1999 | Dutch Open, Amsterdam (2)       | Terra battuta | Paul Haarhuis | Devin Bowen Eyal Ran         | 6–3, 6–2       |
| 3      | 2000 | Shanghai Open, Shanghai         | Cemento       | Paul Haarhuis | Petr Pála Pavel Vízner       | 6–2, 3–6, 6–4  |
| 4.     | 2001 | Milan Indoor, Milano            | Sintetico     | Paul Haarhuis | Johan Landsberg Tom Vanhoudt | 7–6(5), 7–6(4) |
| 5.     | 2001 | Rosmalen Open, 's-Hertogenbosch | Erba          | Paul Haarhuis | Martin Damm Cyril Suk        | 6–4, 6–4       |
| 6.     | 2001 | Dutch Open, Amsterdam (3)       | Terra battuta | Paul Haarhuis | Àlex Corretja Luis Lobo      | 6–4, 6–2       |

#### Finali perse (3)
| Numero | Anno | Torneo                          | Superficie | Compagno        | Avversari in finale                   | Punteggio     |
| 1.     | 1998 | Tashkent Open, Tashkent         | Cemento    | Kenneth Carlsen | Stefano Pescosolido Laurence Tieleman | 5–7, 6–4, 5–7 |
| 2.     | 2001 | Scottsdale, United States       | Cemento    | Marcelo Ríos    | Donald Johnson Jared Palmer           | 6–7(3), 2–6   |
| 3.     | 2003 | Los Angeles Open, United States | Cemento    | Joshua Eagle    | Jan-Michael Gambill Travis Parrott    | 4–6, 6–3, 5–7 |

## Risultati in progressione
| Grand Slam Tournaments |       |       |       |       |       |       |       |       |       |       |       |        |
| Australian Open        | A     | 1T    | 1T    | 1T    | 2T    | 2T    | 1T    | 1T    | 2T    | 4T    | 1T    | 0 / 10 |
| Open di Francia        | A     | 2T    | 1T    | 1T    | 3T    | 1T    | 2T    | 3T    | 3T    | A     | A     | 0 / 8  |
| Wimbledon              | 1T    | 1T    | 1T    | 1T    | 3T    | 3T    | 3T    | QF    | QF    | QF    | A     | 0 / 10 |
| US Open                | 1T    | 3T    | 2T    | 1T    | 1T    | 3T    | 3T    | SF    | QF    | A     | A     | 0 / 9  |
| Grand Slam SR          | 0 / 2 | 0 / 4 | 0 / 4 | 0 / 4 | 0 / 4 | 0 / 4 | 0 / 3 | 0 / 4 | 0 / 4 | 0 / 2 | 0 / 1 | 0 / 37 |
| Annual Win-Loss        | N/A   | N/A   | N/A   | N/A   | N/A   | N/A   | N/A   | N/A   | N/A   | N/A   | N/A   | N/A    |

A = Assente

LQ = Turno di Qualifica